# Friedrich Dionys Weber

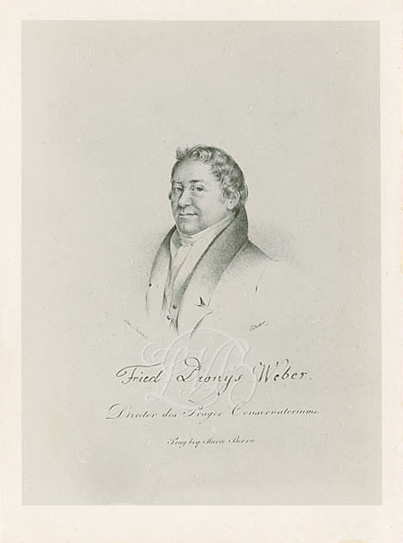
Friedrich Dionys Weber

Friedrich Dionys Weber (tjeckiska: Bedřich Diviš Weber), född 9 oktober 1771 i Welchau bei Karlsbad, död 25 december 1842 i Prag, var en böhmisk tonsättare.
Weber studerade på universitet och gjorde sig känd som kompositör av omtyckt dansmusik för piano, militärmarscher och smärre operor. Han blev 1811 direktör för det nybildade konservatoriet i Prag. Han var nästan fanatisk anhängare av Wolfgang Amadeus Mozarts musikaliska riktning och liksom Václav Jan Tomášek motståndare till nyheterna i Ludwig van Beethovens konst. Han skrev bland annat Theoretisch-praktisches Lehrbuch der Harmonie und des Generalbasses (fyra band, 1830–33).